# Franz Klein (Politiker, 1854)

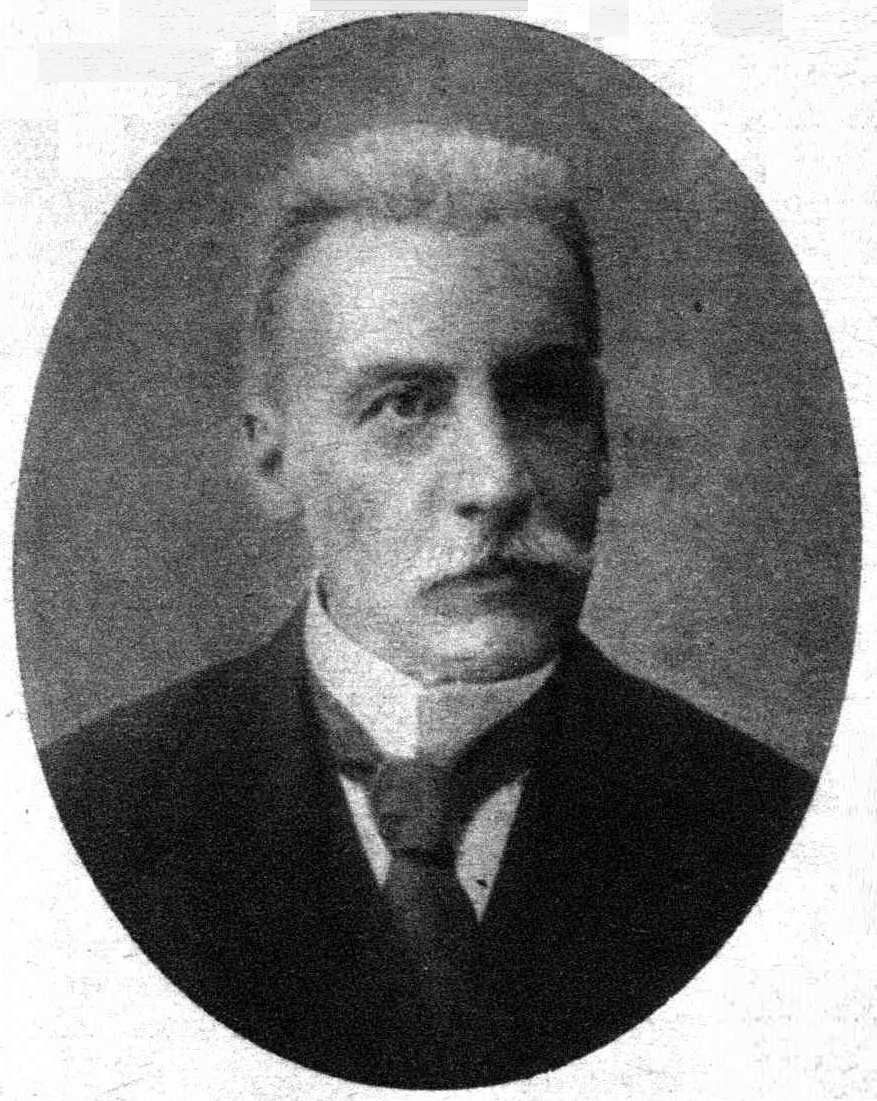
Franz Klein, um 1919

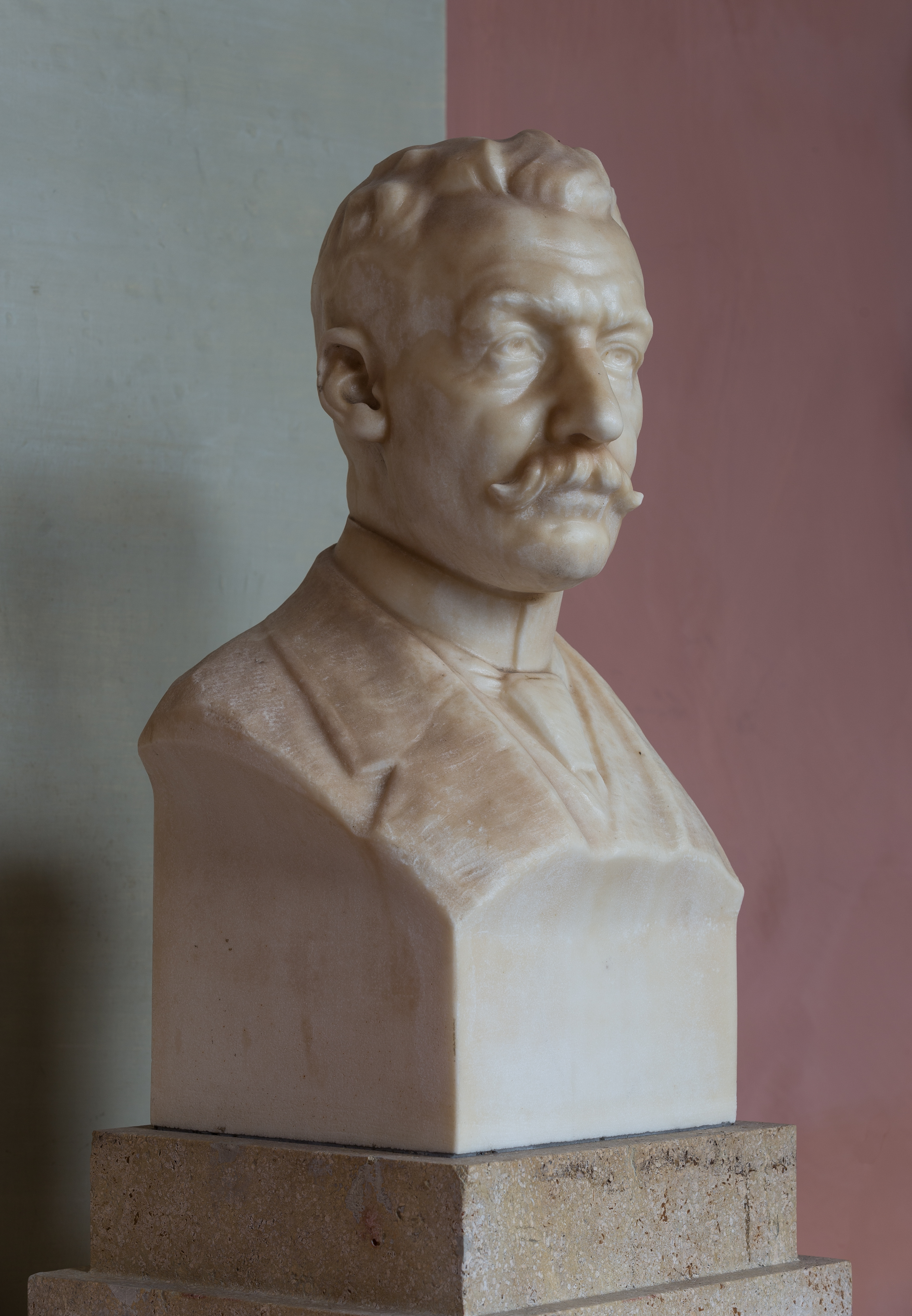
Franz Klein, Büste im Arkadenhof der Universität Wien

Franz Klein (* 24. April 1854 in Wien, Kaisertum Österreich; † 6. April 1926 ebenda) war ein österreichischer Jurist, Hochschullehrer und Politiker.

## Leben
Franz Klein war Sohn des gelernten Gold- und Silberschmieds Karl Klein (1804–1868), der später als Schätzmeister im k.k. Versatzamt arbeitete, und der Tischlermeisterstocher Theresia Ipold (1825–1905). Seine Schulausbildung erfolgte in Volksschulen in der Josefstadt (Strozzigrund), in Rodaun und in der Neubaugasse. Die ersten vier Gymnasialklassen absolvierte er im Schottengymnasium, wo er wegen eines Schülerstreichs (Werfen mit Tintenfässern zu Schulschluss) ausgeschlossen wurde. Danach besuchte er das Akademische Gymnasium. Mitschüler waren (Matura 3. Juli 1872) u. a. der spätere Ministerpräsident Max Vladimir Beck, der Finanzminister Robert Meyer und der erste Präsident der tschechoslowakischen Republik Thomas Masaryk. Franz Klein studierte ab 1872 an der Universität Wien Rechtswissenschaften und wurde dort 1878 zum Dr. iur. promoviert. Während seines Studiums wurde er 1872 Mitglied der Burschenschaft Braune Arminia Wien. Er arbeitete von 1878 bis 1886 als Konzipient und legte 1879 die Richteramtsprüfung und 1883 die Advokatenprüfung ab. Er habilitierte sich an der Universität Wien in Österreichischem Zivilprozessrecht und 1891 auch in Römischem Recht. 1885 bis 1891 war er Kanzleidirektor an der Universität Wien und lehrte von 1887 bis 1896 als a.o. Professor an der Konsularakademie Zivilprozess-, Handels- und Wechselrecht.

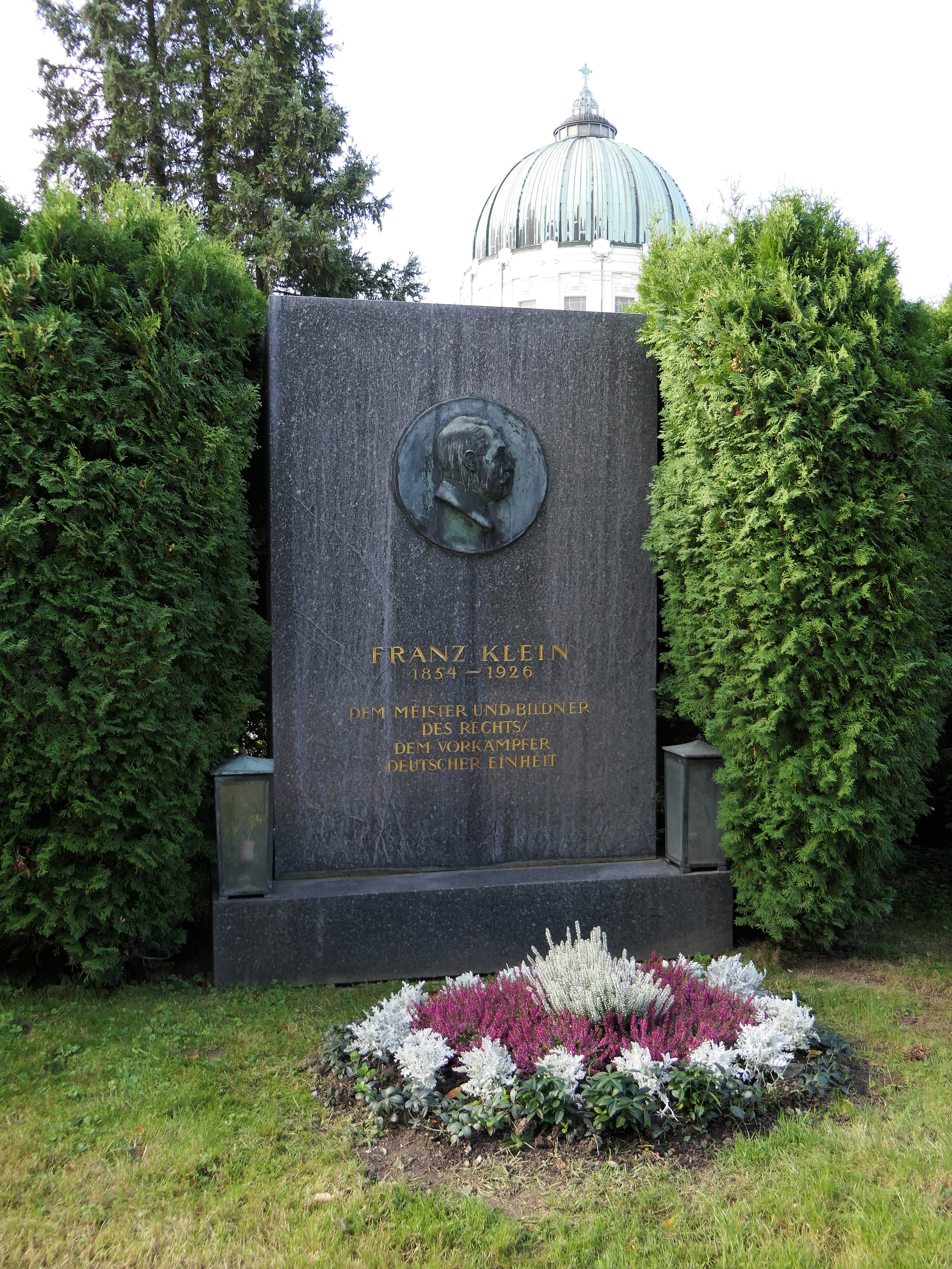
Grab von Franz Klein

1891 wurde er auf Grund seiner Abhandlungen in den Juristischen Blättern 1890 „Pro futuro, Betrachtungen über Pläne der Civilprozeßreform in Österreich“ auf Anregung von Emil Steinbach in das Justizministerium berufen, wo er mit der Ausarbeitung der Gesetzesentwürfe für Zivilprozessordnung (ZPO) beauftragt und ist demnach Schöpfer dieses noch heute gültigen Gesetzes. Klein sah im Zivilprozess nicht nur einen Streit zwischen zwei Privatpersonen über zivilrechtliche Verpflichtungen, sondern fasste das Entstehen eines Zivilprozesses als ein rasch zu beseitigendes soziales Übel mit negativen Auswirkungen auf die Wirtschaft auf, weshalb der Prozess einfach, rasch und billig ausgestaltet werden müsse. Mit seiner Reform wurde die auf Grund der Schriftlichkeit des Verfahrens zeitliche Dauer von Prozessen wesentlich verkürzt und damit auch Parteien zugänglich, die sich keine langen Prozesse und hohe Anwaltskosten leisten konnten.
Neben seiner Beamtenkarriere – Sektionsrat (1893), Ministerialrat (1894), Sektionschef (1895), Wirklicher Geheimrat (1897), Beamter der III. Rangklasse (1900) – setzte er seine wissenschaftliche Arbeit fort und wurde 1905 ins Herrenhaus berufen. Zwischen 1906 und 1908 sowie im Jahr 1916 war er Justizminister, nachdem er eine Bestellung 1897 noch abgelehnt hatte. Klein verfasste auch das Gerichtsorganisationsgesetz sowie ein Gewerbegerichtsgesetz und wirkte bei der Einführung des allgemeinen Wahlrechts, bei der Schaffung des Baurechtsgesetzes sowie moderner Gesetze in Bereichen der Jugendfürsorge und des Jugendschutzes und auf dem Gebiet des Handelsrechts (Scheckgesetz, Ges. m. b. H.-Gesetz) mit.
Nach dem Zerfall der Monarchie 1919 war er Kandidat für die Bürgerlich-Demokratische Partei, verfehlte aber ein Mandat um 60 Stimmen. Im selben Jahr wurde er Staatssekretär des Auswärtigen Amtes und war Mitglied der österreichischen Friedensdelegation bei den Friedensverhandlungen in Saint-Germain.
Klein setzte sich stets für eine Hebung der Volksbildung sowie eine positive Entwicklung von Gesellschaft und Staat ein. So stand er den Wiener internationalen Hochschulkursen vor, unterstützte die österreichische Anti-Duell-Liga und andere gemeinnützige, künstlerische oder wissenschaftliche Vereine.
Er ruht in einem Ehrengrab auf dem Wiener Zentralfriedhof (Gruppe 32 C, Nummer 7), das Grabdenkmal schuf Otto Hofner.

## Werke

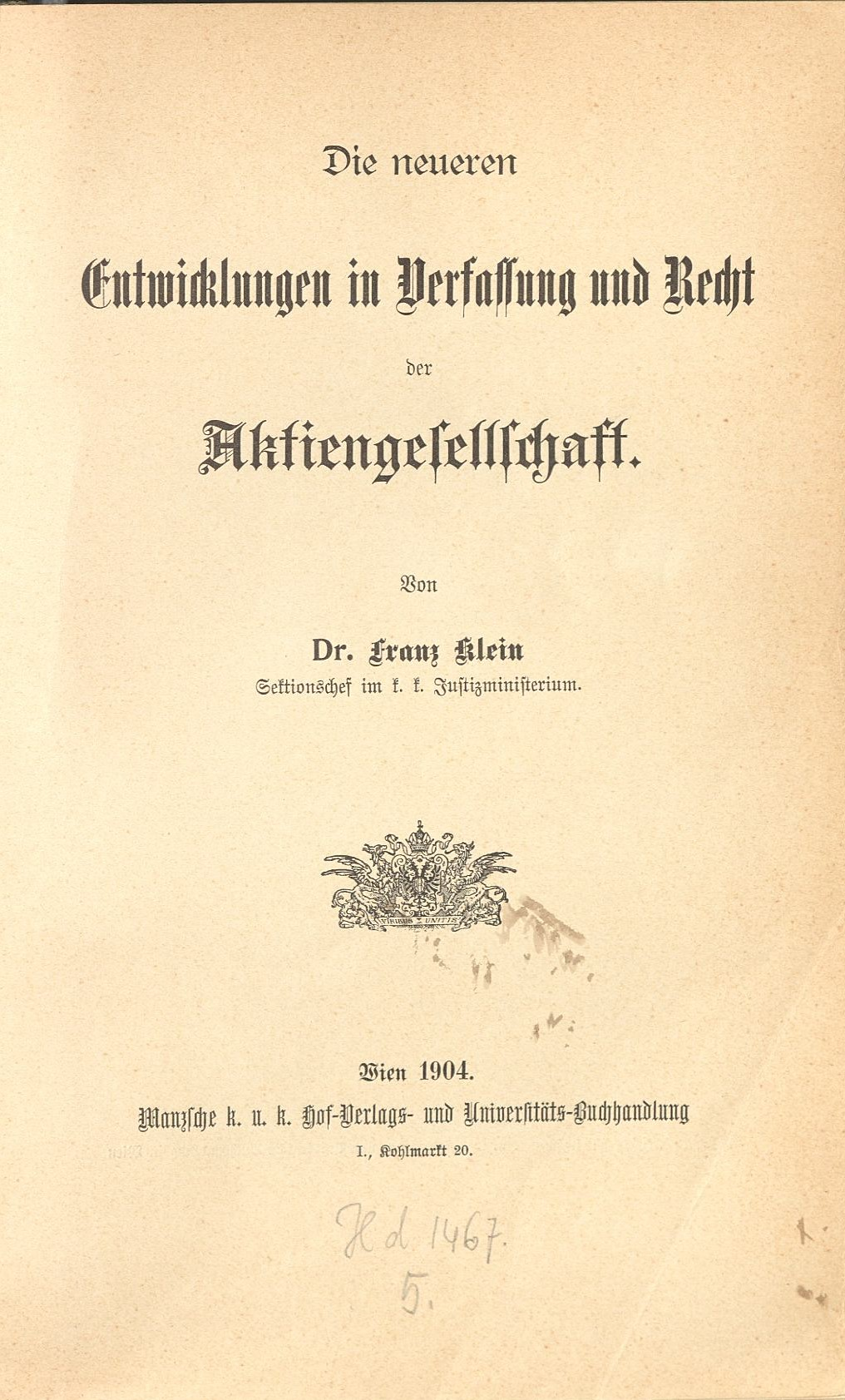
Aktiengesellschaft (1904)

- Vorlesungen über die Praxis des Civilprocesses. Manz, Wien 1900.
- Mit Heinrich Lammasch: Die Verbesserung des Ehrenschutzes. Bericht über die konstituierende Generalversammlung und Status für den Ehrenrat. Manz, Wien 1903.
- Die neueren Entwicklungen in Verfassung und Recht der Aktiengesellschaft. Manz, Wien 1904.
- Das Organisationswesen der Gegenwart. Vahlen, Wien 1913.
- Die Haager Beschlüsse über das einheitliche Scheckrecht. Guttentag, Berlin 1914.
- Amerika und der europäische Krieg. Manz, Wien 1915.
- Reden, Vorträge, Aufsätze, Briefe. Zwei Bände. Manz, Wien 1927.

## Ehrungen

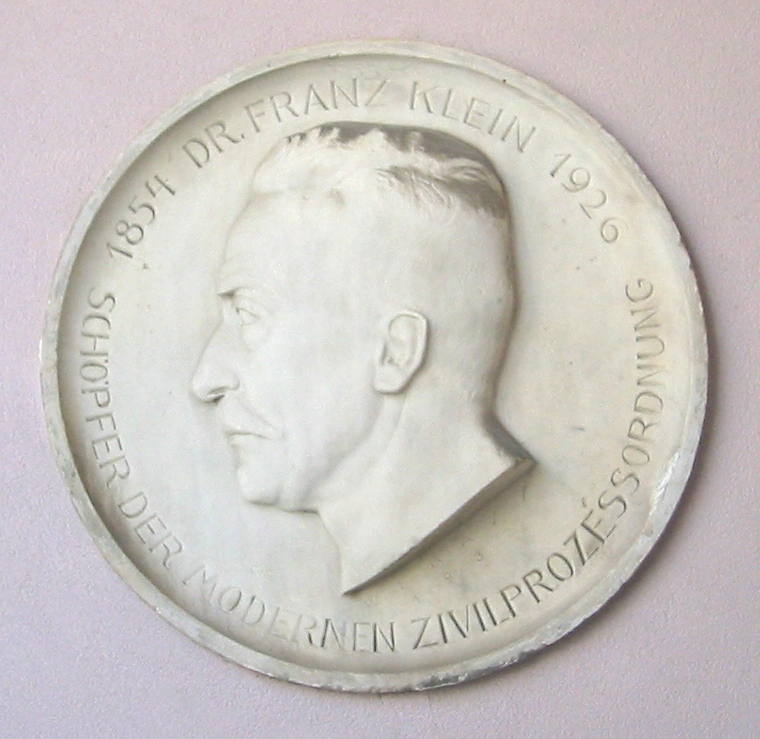
Gedenktafel für Franz Klein in dem nach ihm benannten Gemeindebau in Simmering

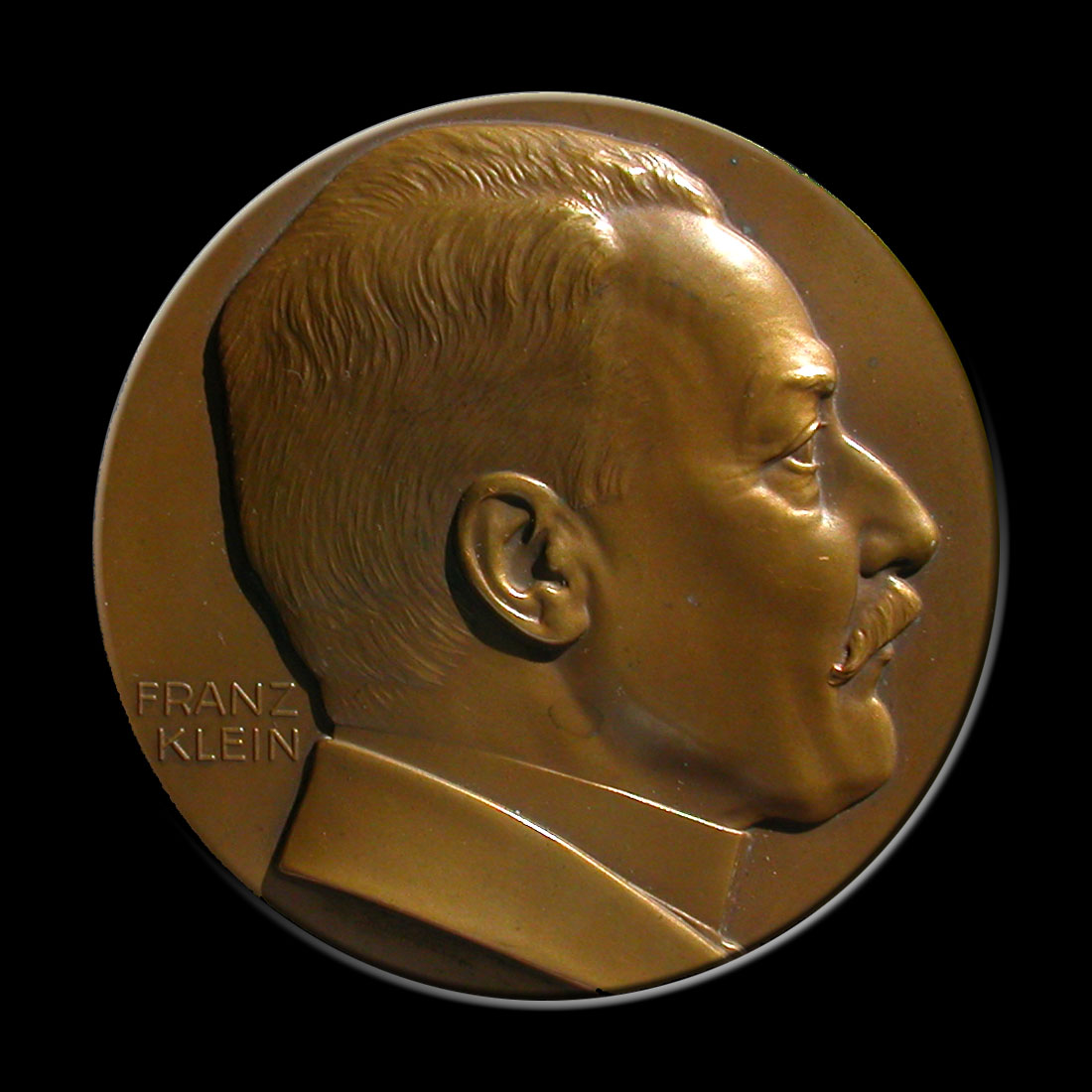
Gedenkmedaille zu Franz Kleins 60. Geburtstag, gestaltet von Stefan Schwartz

- Großes goldenes Ehrenzeichen für Verdienste um die Republik Österreich und Großkreuz des Leopold-Ordens.
- Ehrendoktorate der Universitäten Bonn, Czernowitz, Graz, Heidelberg und Kiel.
- Ehrenmitglied der Österreichischen Akademie der Wissenschaften und der juristischen Gesellschaft in Berlin.
- Ehrenbürgerschaft von Wien für „seine legistischen Leistungen auf den Gebieten der Wohnungsreform und der Jugendfürsorge“ (Verleihung am 11. April 1924).
- In Wien sind der Simmeringer Gemeindebau Dr.-Franz-Klein-Hof (erbaut 1924/25 von Karl Krist) und seit 1926 die Franz-Klein-Gasse in Döbling nach ihm benannt.